# Zwei Kamele auf einem Pferd
Zwei Kamele auf einem Pferd ist eine französische Filmkomödie von Pierre Richard aus dem Jahr 1980.

## Handlung
Pierre Renard ist als Ghostwriter für Drehbuchautor Georges Vallier tätig, was jedoch niemand weiß. Vor Valliers Kollegen gibt er dessen Hausdiener und hat privat nicht einmal genug Geld, um den Gerichtsvollzieher vom Abtransport seiner Möbel abzubringen. Seine Frau Charlotte ist hochschwanger. Eines Tages bittet Georges ihn, an seiner Stelle zur Party des italienischen Schauspielers Aldo Barazzutti zu gehen. Da er mit Georges’ Einladung auf der Feier erscheint, hält Aldo ihn für Georges Vallier und Pierre berichtigt ihn nicht. Er hofft, endlich einmal ein eigenes Filmprojekt verwirklichen zu können. Tatsächlich lädt Aldo ihn auf eine Reise nach Tunesien ein, wo er für ihn ein Drehbuch schreiben soll. Pierre rechnet mit einer mehrtägigen Reise und verspricht Charlotte, bis zur Geburt des gemeinsamen Kindes zurück in Frankreich zu sein.
Der Tunesienaufenthalt entpuppt sich als Urlaub, den Aldo vor allem mit seiner Geliebten Valérie verbringen will. Pierre arbeitet zunächst an einem Drehbuch, das den Titel Schlesische Senfgurken tragen soll und Aldo nicht vollends überzeugt. Der beginnt im Urlaub eine Beziehung zu Anne-Marie, sodass Valérie bald in Pierre einen neuen Partner sieht. Der wiederum hat andere Sorgen: Georges ist in der Hotelanlage aufgetaucht und Pierre versucht nun ständig, ihm aus dem Weg zu gehen und ein Kennenlernen von Georges und Aldo zu verhindern. Dabei kommt es zu Komplikationen, so muss Pierre als vermeintlicher Kameltreiber Georges und Anne-Marie, die auch dessen Geliebte ist, zu einem Basar begleiten, wo er für Chaos sorgt.
Noch am selben Abend hat Pierre ein Rendezvous mit Anne-Marie in ihrem Schlafzimmer. Sie ist mit einem extrem eifersüchtigen und gewaltbereiten Fremdenlegionär verheiratet, der aber erst am nächsten Tag später am Abend heim kommen soll. Geräusche im Flur lassen Pierre in Anne-Maries Kleiderschrank flüchten. Doch es ist George, der wegen erneuter Geräusche im Flur auch im Schrank landet, zusammen mit Aldo, mit dem sie auch verabredet war, da ihr Ehemann unerwartet einen Tag früher heim gekommen war und vor Eifersucht tobt, weil er einen Liebhaber unterm Bett vermutet. Auf ihre Antwort, dass im Kleiderschrank 3 Liebhaber wären, beruhigt und entschuldigt er sich und die beiden kommen sich näher. Ihr Mann muss danach wieder weg und so können ihre Liebhaber dem Schrank entsteigen, um ihr für ihr doppeltes Spiel jeweils eine Ohrfeige zu verpassen. Auch ihre Tochter bekommt eine, da sie fragt: "Mama, warum kriegst du dauernd eine gepellt?" Auch am Abend im Hotel sitzt ihr Mann bei ihr, ausgerechnet als Aldo ihr mit einem Ständchen und Geschenken zum Geburtstag gratulieren will. Im letzten Moment biegt er in Richtung Pierre ab, der die Liebestorte und das Armband erhält. Nur kurz überrascht, versteht er, dass Aldo die Geschenke nicht an Anne-Marie übergeben konnte, und isst geistesgegenwärtig die Aufschrift der Torte. Beide gelten nun als Pärchen. Georges erscheint und stellt sich Aldo wiederum als Pierre vor. Er nimmt für ihn auch einen Anruf aus dem Krankenhaus entgegen und eröffnet Pierre, dass er Vater geworden sei. Nach dem Geschlecht des Kindes hat er sich jedoch nicht erkundigt.
Aufgrund der Turbulenzen des Abends flüchten Aldo und Pierre aus dem Hotel in die Wüste. Hier werden sie von Rebellen verschleppt. Aldo erweist sich als untauglich für die Rebellen, sind seine Tage als erfolgreicher Schauspieler doch schon lange vorbei. Pierre wird als vermeintlicher Georges dabehalten, wollen die Rebellen doch von ihm einen Film geschrieben haben, in dem ihr Kampf dargestellt wird. Ein Jahr später ist Pierre immer noch bei den Rebellen, bis seine Aufpasser bei einem Unfall sterben. Er kehrt als freier Mann nach Frankreich zurück, immer noch gespannt, ob er nun Vater eines Mädchens oder eines Knaben geworden ist. Charlotte erwartet ihn am Flughafen und Pierre erkennt, dass er Vater von Vierlingen ist.

## Produktion
Zwei Kamele auf einem Pferd wurde unter anderem am Flughafen Paris-Orly und in Tunesien gedreht. Als Hotelanlage im Film diente das Sahara Palace in Nefta. Die Kostüme schuf Michèle Cerf. Es war nach Der Zerstreute, Alfred, die Knallerbse, Ich weiß von nichts und sage alles und Und jetzt das Ganze nochmal von vorn die fünfte Regiearbeit von Pierre Richard, der zudem am Drehbuch beteiligt war und im Film die Hauptrolle übernahm.
Der Film kam am 23. Januar 1980 in die französischen Kinos, wo er von rund 2.181.000 Zuschauern gesehen wurde. Am 21. März 1980 lief er auch in den bundesdeutschen Kinos an.

## Synchronisation
| Rolle           | Darsteller         | Synchronsprecher  |
| --------------- | ------------------ | ----------------- |
| Pierre Renaud   | Pierre Richard     | Harry Wüstenhagen |
| Aldo Barazzutti | Aldo Maccione      | Jürgen Thormann   |
| Georges Vallier | Henri Garcin       | Christian Rode    |
| Valérie         | Valérie Mairesse   | Karin Buchholz    |
| Charlotte       | Danielle Minazzoli | Marianne Lutz     |

## Kritik
Der film-dienst befand, dass Zwei Kamele auf einem Pferd eine Klamotte sei, „deren parodistische Versuche manchmal ins Peinlich-Geschmacklose abgleiten.“